# Otto von Lauenstein
Ernst August Anton Hermann Otto von Lauenstein (Lüneburg, 1. veljače 1857. – Düsseldorf, 3. listopada 1916.) je bio njemački general i vojni zapovjednik. Tijekom Prvog svjetskog rata bio je načelnik stožera 2. armije, te je zapovijedao XXXIX. pričuvnim korpusom na Zapadnom i Istočnom bojištu.

## Vojna karijera
Otto von Lauenstein rođen je 1. veljače 1857. u Lüneburgu. Nakon završetka srednje škole 1875. stupa u prusku vojsku. Od 1892. služi u vojnoj misiji u Sankt Peterburgu, a od 1900. u vojnoj misiji u Kini. Godine 1904. ponovno odlazi u Rusiju gdje služi kao njemački vojni predstavnik pri ruskoj vojsci. Iduće, 1905. godine, služi u Glavnom stožeru u Berlinu, nakon čega služi od 1906. kao pobočnik cara Vilima II. U svibnju 1910. postaje zapovjednikom 38. pješačke brigade smještene u Hannoveru, nakon čega u siječnju 1911. postaje vojnim atašeom u Rusiji koju dužnost obavlja do rujna 1911. kada postaje načelnikom stožera VI. korpusa kojim je u Breslau zapovijedao Maximilian von Prittwitz. U listopadu 1912. dobiva zapovjedništvo nad 14. pješačkom divizijom sa sjedištem u Düsseldorfu koju dužnost obnaša do početka Prvog svjetskog rata.

## Prvi svjetski rat
Na početku Prvog svjetskog rata Lauenstein postaje načelnikom stožera 2. armije koja se nalazila na Zapadnom bojištu, a kojom je zapovijedao Karl von Bülow. Kao načelnik stožera navedene armije sudjeluje u Graničnim bitkama, Prvoj bitci na Marni, te Prvoj bitci na Aisnei. 
U prosincu 1914. Lauenstein dobiva zapovjedništvo nad XXXIX. pričuvnim korpusom koji se nalazio na Istočnom bojištu. Zapovijedajući navedenim korpusom sudjeluje u Drugoj bitci na Mazurskim jezerima. U travnju 1915. Lauenstein postaje zapovjednikom Armijskog odjela Lauenstein koji je formiran oko XXXIX. pričuvnog korpusa, kojim je držao položaje u Kurlandiji. Lauenstein je uz dužnost zapovjednika armijskog odjela istodobno zadržao i zapovjedništvo nad korpusom.

## Smrt
U ljeto 1916. Lauenstein se teško razbolio zbog čega je morao napustiti zapovjedništvo armijskog odjela. Od bolesti se nije uspio oporaviti, te je preminuo 3. listopada 1916. godine u 59. godini života u Düsseldorfu. Bio je oženjen s Marthom Meyer s kojom je imao tri sina i dvije kćeri. 

## Vanjske poveznice
(eng.) Otto von Lauenstein na stranici Prussianmachine.com

(njem.) Otto von Lauenstein na stranici Deutschland14-18.de  Arhivirana inačica izvorne stranice od 4. ožujka 2016. (Wayback Machine)